# Srem Jakovo
FK Srem Jakovo to serbski klub piłkarski z siedzibą w Jakovie, podmiejskiej dzielnicy Belgradu, założony w 1927 roku. Obecnie występuje w Srpska Liga Beograd.